# Independent Girl
Independent Girl — первый сольный сингл композитора и певца Томаса Андерса после второго распада группы Modern Talking (в июне 2003 года), выпущенный в ноябре 2003 года.

## Предыстория
В этот период Андерсу было важно снова заявить о себе как о сольном артисте и не потерять значительное число фанатов группы Modern Talking. Летом 2003 года он подписал контракт с лейблом NaKlar!, и началась работа по подготовке сольного альбома. Первоначально задумывалось, что Томас сам будет писать песни для своего диска осенью 2003 года, но после выпуска Дитером Боленом автобиографической книги «За кулисами» было принято решение о привлечении к написанию и записи песен международной команды авторов и продюсеров. В книге целая глава была посвящена их взаимоотношениям с Андерсом и о причинах распада группы (повествование носило оскорбительный для Андерса характер), затем последовало судебное разбирательство о запрете публикации книги.

## Запись сингла
Песня написана Бенжамином Бойсом (Benjamin Boyce), Джени Шеллер (Jany Scheller) и Андреасом Барреном (Andreas Barren). Продюсером диска стал друг Томаса — Петер Рис (Peter Ries). «Independent Girl» представляет собой песню с современной аранжировкой, стиль песни напоминает стиль Modern Talking. На сингле представлен би-сайд, песня «In Your Eyes», написанная Томасом Андерсом и Петером Рисом. Это одна из самых красивых любовных баллад, когда-либо написанных Андерсом.

## Список композиций
Сингл выпущен только в формате CD, и состоит из 3 треков:
1. Independent Girl (radio version) 3:42
2. Independent Girl (extended version) 4:27
3. In Your Eyes 4:30

## Видеоклип
На песню был снят видеоклип, Томас Андерс много выступал с ней на телевидении, а также на концертах. В результате песня поднялась на 17-е место в немецких чартах в декабре 2003 года, что является лучшим показателем в чартах за всю сольную карьеру Томаса Андерса. Предыдущий максимум был зафиксирован в 1989 году с песней Love Of My Own — 24-е место.